# Seattle Storm 2014
La stagione 2014 delle Seattle Storm fu la 15ª nella WNBA per la franchigia.
Le Seattle Storm arrivarono seste nella Western Conference con un record di 12-22, non qualificandosi per i play-off.

## Roster
| N° | Naz.                   | Ruolo | Sportivo           | Anno | Alt. | Peso |
| -- | ---------------------- | ----- | ------------------ | ---- | ---- | ---- |
| 1  | Stati Uniti (bandiera) | AC    | Crystal Langhorne  | 1986 | 188  | 84   |
| 2  | Stati Uniti (bandiera) | G     | Temeka Johnson     | 1982 | 160  | 64   |
| 3  | Bahamas (bandiera)     | C     | Waltiea Rolle      | 1990 | 198  | 90   |
| 4  | Australia (bandiera)   | G     | Jenna O'Hea        | 1987 | 185  | 79   |
| 8  | Stati Uniti (bandiera) | A     | Angel Robinson     | 1987 | 196  | 88   |
| 10 | Stati Uniti (bandiera) | G     | Sue Bird           | 1980 | 175  | 68   |
| 14 | Stati Uniti (bandiera) | A     | Nicole Powell      | 1982 | 188  | 77   |
| 20 | Stati Uniti (bandiera) | A     | Camille Little     | 1985 | 188  | 82   |
| 30 | Stati Uniti (bandiera) | G     | Tanisha Wright     | 1983 | 180  | 75   |
| 32 | Stati Uniti (bandiera) | A     | Alysha Clark       | 1987 | 178  | 76   |
| 40 | Stati Uniti (bandiera) | GA    | Shekinna Stricklen | 1990 | 188  | 81   |
| 45 | Stati Uniti (bandiera) | G     | Noelle Quinn       | 1985 | 183  | 79   |

## Staff tecnico
- Allenatore: Brian Agler
- Vice-allenatori: Jenny Boucek, Shaquala Williams
- Preparatore atletico: Tom Spencer